# Picrofarmacolita
La picrofarmacolita es un mineral de la clase de los minerales fosfatos. Fue descubierta en 1819 en una mina en Richelsdorf del distrito de Hersfeld-Rotenburg, estado de Hesse (Alemania), siendo nombrada así por su similitud con la farmacolita y su escaso contenido de magnesio -picro-.

## Características químicas
Es un arseniato hidroxiarseniato de calcio y magnesio, hidratado.

## Hábito

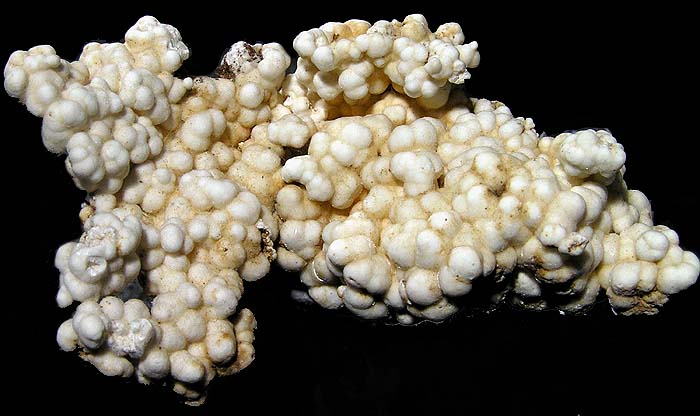
Un extremadamente rico ejemplo de agregados esféricos agrupados de picrofarmacolita

Lo más común es que los cristales sean aciculares, dispuestos en racimos radiales, rara vez en prismas rectangulares alargados.
Es muy típico que formen racimos esféricos abiertos a botroidales, en pequeñas a microscópicas perlas, con una estructura foliada radiadando interna, o bien como agregados de fibras.

## Formación y yacimientos
Aparece como mineral de formación secundaria en las zonas de oxidación de los yacimientos minerales de metales ricos en el elemento arsénico, cuando reaccionan con las rocas encajantes cálcicas. Normalmente es un producto formado después de horadar las minas, apareciendo en forma de eflorescencias en las paredes de las galerías.
Suele encontrarse asociado a otros minerales como: eritrina o farmacolita.